# Nicholas Rescher
Nicholas Rescher (Hagen, 15 de julio de 1928-Pittsburgh, 5 de enero de 2024) fue un filósofo y autor germanoestadounidense de la Universidad de Pittsburgh. Fue copresidente del Centro para la Filosofía de la Ciencia y anteriormente ha desempeñado el cargo de Presidente del Departamento de Filosofía de su universidad.
Rescher se desempeñó como presidente de la American Catholic Philosophical Association, American G.W. Sociedad Leibniz, American Metaphysical Society, American Philosophical Association, y C.S. Peirce Society. Es el fundador de American Philosophical Quarterly, History of Philosophy Quarterly, y Public Affairs Quarterly.

## Orígenes y formación
Nicholas Rescher nació en la ciudad de Hagen, en la región de Westfalia, Alemania. En su autobiografía rastrea a su antepasado Nehemias Rescher (1735-1801), fundador de la comunidad judía Hochberg-Remseck en la región alemana de Suabia. Se mudó a los Estados Unidos cuando tenía 10 años. 
Obtuvo una licenciatura en Matemáticas en el Queens College de Nueva York. A partir de entonces, asistió a la Universidad de Princeton, donde se graduó con su Ph.D. en Filosofía en 1951 a la edad de 22 años, la persona más joven en haber obtenido un Ph.D. en ese departamento. Desde 1952 hasta 1954, sirvió un período en el Cuerpo de Marines de los Estados Unidos, y desde 1954 hasta 1957 trabajó para la división de matemática de Rand Corporation. Rescher es primo del eminente orientalista Oskar Rescher.

## Carrera
Rescher comenzó su carrera como académico en la Universidad de Princeton en 1951. Se unió al departamento de filosofía de la Universidad de Pittsburgh en 1961, convirtiéndose en el primer director asociado de su nuevo Centro de Filosofía de la Ciencia el año siguiente. En 1964, fundó el American Philosophical Quarterly. De 1980 a 1981, Rescher se desempeñó como presidente del departamento de filosofía. En julio de 1988, Rescher cambió sus roles en el Centro de Filosofía de la Ciencia, renunció como director y se convirtió en su copresidente. En 2010, donó su colección de filosofía a la Biblioteca Hillman. 
Miembro honorario del Corpus Christi College de Oxford, ha sido elegido miembro de la Academia Estadounidense de las Artes y las Ciencias, la Real Sociedad Asiática de Gran Bretaña, la Academia Europaea, la Royal Society of Canada y el Institut International de Philosophie, entre otros. otros.
Rescher es un escritor prolífico, con más de 100 libros y 400 artículos publicados, generando la broma de que Rescher no es una sola persona, sino un comité que comparte el nombre. La filósofa Michele Marsonet, que ha publicado extensamente sobre la filosofía de Rescher, escribe que su publicación prolífica es en sí misma la objeción más común contra Rescher, agregando que "es, de hecho, un leitmotiv de todos aquellos que no están dispuestos a discutir sus ideas". Rescher ha descrito su propio enfoque de la filosofía como la síntesis del idealismo de Alemania y Gran Bretaña con el pragmatismo de los Estados Unidos.

## Filosofía
La biografía universitaria de Rescher describe así su trabajo filosófico:
   "Su trabajo visualiza una tensión dialéctica entre nuestras aspiraciones sinópticas de conocimiento útil y nuestras limitaciones humanas como investigadores finitos. La elaboración de este proyecto representa un enfoque multifacético de cuestiones filosóficas fundamentales que entrelazan hilos de pensamiento desde la filosofía de la ciencia y desde el idealismo continental y el pragmatismo estadounidense."
A mediados y finales de la década de 1960, sus estudios se centraron en la lógica árabe medieval, pero pronto amplió sus áreas de investigación en metafísica y epistemología, avanzando hacia el pragmatismo metodológico que definiría. En la década de 1970, comenzó a trabajar más extensamente en el pragmatismo estadounidense con un enfoque en los escritos de C. S. Peirce, quien fue una de sus principales influencias.
Ha contribuido a la futurística, y con Olaf Helmer y Norman Dalkey, inventó el método de predicción Delphi. Aficionado de toda la vida de la filosofía de G. W. Leibniz, Rescher ha sido instrumental en la reconstrucción de la máquina deciphratoria de Leibniz, un antepasado de la famosa máquina de cifrado Enigma. Rescher también es responsable de otros dos elementos de redescubrimiento y reconstrucción histórica: el modelo de evolución cósmica de Anaximandro, y la teoría islámica medieval de la silogística modal.

## Honores
Rescher ha sido honrado muchas veces por su trabajo. En 1984, recibió el Premio Humboldt de Becas Humanísticas. En 2005, recibió el Premio Cardenal Mercier, y en 2007 la Medalla Aquinas de la Sociedad Filosófica Católica Americana. En 2011, sus contribuciones como alemán-estadounidense a la filosofía fueron reconocidas con la primera cruz de la Orden del Mérito de la República Federal de Alemania, la Medalla del Fundador de la American Metaphysical Society (2016) y la Medalla Helmholtz de la Academia Alemana. de Ciencias Berlín-Brandeburgo.
Ha realizado conferencias en las universidades de Oxford, Konstanz, Salamanca, Munich y Marburg, y ha recibido becas de las fundaciones Ford, Guggenheim y National Science Foundation. 

## Premio Nicholas Rescher
En 2010, la Universidad de Pittsburgh creó el Fondo Dr. Nicholas Rescher para el Avance del Departamento de Filosofía que otorga el Premio Nicholas Rescher por Contribuciones a la Filosofía Sistemática. El primer destinatario del premio fue el antiguo alumno de Rescher, Ernest Sosa. A partir de 2012, el premio incluyó una medalla de oro y 25.000 dólares, posteriormente se aumentó a 30.000 dólares. Los adjudicatarios posteriores incluyen a Alvin Plantinga, Juergen Mittelstrass, Hilary Putnam y Ruth Millikan.

## Conceptos epónimos
- Lógica: cuantificador de Rescher
- Lógica no clásica: motor de inferencia Dienes-Rescher (también implicación de Rescher-Dienes); Relación de consecuencia de Rescher-Manor
- Lógica paraconsistente: semántica de Rescher-Brandom
- Lógica temporal: operador de Rescher
- Cienciometría: Ley de Rescher de logaritmos logarítmicos
- Justicia distributiva: medida promedio efectiva de Rescher
- Dialéctica: la teoría de Rescher de la disputa formal

## Obras seleccionadas
Para una lista más completa de las publicaciones (libros) de 1960-2006, ver http://www.pitt.edu/~rescher/books.html Archivado el 19 de marzo de 2016 en Wayback Machine..
OUP = Oxford University Press. PUP = Princeton University Press. SUNY Press = State University of New York Press. UPA = Prensa de la Universidad de América. UPP = University of Pittsburgh Press.
- 1964. The Development of Arabic Logic. UPP.
- 1966. Galen and the Syllogism. UPP.
- 1966. The Logic of Commands. Dover Publications, New York, Routledge & Kegan Paul, London.
- 1967. Studies in Arabic Philosophy. UPP.
- 1969. Introduction to Value Theory. (Reissued 1982) UPA.
- 1973. The Coherence Theory of Truth. (Reissued 1982) UPA.
- 1977. Methodological Pragmatism: A Systems-Theoretic Approach to the Theory of Knowledge. Basil Blackwell; New York University Press.
- 1978. Scientific Progress: A Philosophical Essay on the Economics of Research in Natural Science. UPP
- 1983. Risk: A Philosophical Introduction to the Theory of Risk Evaluation and Management. UPA.
- 1984. The Limits of Science. (Reissued 1999) UPP.
- 1985. The Strife of Systems: An Essay on the Grounds and Implications of Philosophical Diversity. UPP.
- 1988. Rationality. OUP.
- 1989. Cognitive Economy: Economic Perspectives in the Theory of Knowledge. UPP.
- 1989. A Useful Inheritance: Evolutionary Epistemology in Philosophical Perspective. Rowman & Littlefield.
- 1990. Human Interests: Reflections on Philosophical Anthropology. Stanford University Press.
- A System of Pragmatic Idealism
  - 1991. Volume I: Human Knowledge in Idealistic Perspective. PUP.
  - 1992. Volume II: The Validity of Values: Human Values in Pragmatic Perspective. PUP.
  - 1994. Volume III: Metaphilosophical Inquiries. PUP.
- 1993. Pluralism: Against the Demand for Consensus. OUP.
- 1993  "In Matters of Religion," in Kelly James Clark, ed., Philosophers Who Believe:  The Spiritual Journeys of 11 Leading Thinkers, pp. 127–136. InterVarsity Press.
- 1995. Luck. Farrar, Straus & Giroux.
- 1995. Essays in the History of Philosophy. UK: Aldershot.
- 1995. Process Metaphysics. SUNY Press.
- 1996. Instructive Journey: An Autobiographical Essay. UPA.
- 1997. Predicting The Future: An Introduction To The Theory Of Forecasting. SUNY Press
- 1998. Complexity: A Philosophical Overview. Transaction Publishers.
- 1999. Kant and the Reach of Reason. Cambridge University Press.
- 1999. Realistic Pragmatism: An Introduction to Pragmatic Philosophy. SUNY Press.
- 2000. Nature and Understanding: A Study of the Metaphysics of Science. OUP.
- 2001. Paradoxes: Their Roots, Range, and Resolution. Open Court Publishing.
- 2001. Process Philosophy: A Survey of Basic Issues. UPP.
- 2003. Epistemology: An Introduction to the Theory of Knowledge. SUNY Press.
- 2003. On Leibniz. UPP.
- 2005. Epistemic Logic. UPP.
- 2005. Reason and Reality: Realism and Idealism in Pragmatic Perspective. Rowman & Littlefield.
- 2005-2006. Collected Papers in 10 vols. Ontos Verlag.
- 2006. Metaphysics: The Key Issues from a Realist Perspective. Prometheus Books.
- 2006. Epistemetrics. Cambridge University Press.
- 2006. Error: On Our Predicament When Things Go Wrong. UPP.
- 2007. Conditionals. MIT Press.
- 2009. Aporetics. UPP.
- 2009. Free Will. Transaction Books.
- 2009. Ignorance: On the Wider Implications of Deficient Knowledge. UPP.
- 2009. Unknowability. Lexington Books.
- 2009. Wishful Thinking and Other Philosophical Reflections. Ontos.
- 2009. Epistemological Studies. Ontos.
- 2010. Ideas in Process: A Study of the Development of Philosophical Concepts. Ontos Verlag.
- 2010. Studies in Quantitative Philosophy. Ontos Verlag.
- 2010. Reality and Its Appearance. Continuum.
- 2010. A Free Will Bibliography. Ontos. With Estelle Burris
- 2010. Philosophical Inquiries. UPP.
- 2010. Infinite Regress. Transaction Books
- 2010. Axiogenesis: An Essay in Metaphysical Optimalism. Lexington Books.
- 2010. Philosophical Textuality: Studies on Issues of Discourses in Philosophy. Ontos.
- 2010. On Rules and Principles: A Philosophical Study of their Nature and Function. Ontos.
- 2010. Finitude: A Study of Cognitive Limits and Limitations. Ontos.
- 2010. Beyond Sets: A Venture in Collection-Theoretico Revisionism. Ontos. With Patrick Grim.
- 2011. On Certainty: And Other Philosophical Essays. Ontos.
- 2011. Philosophical Explorations. Ontos.
- 2011. Philosophical Episodes. Ontos.
- 2011. Productive Evolution. Ontos.
- 2012. Pragmatism. Transaction Books.
- 2012. Reflexivity. (With Patrick Grim) Ontos.
- 2012. On Explaining Existence. Ontos.
- 2012. Philosophische Vorsellungen. Ontos.
- 2012. Philosophical Deliberations. Ontos.
- 2012. On Leibniz. UPP. [Second, revised and expanded edition of the 2003 edition.]
- 2012. Epistemic Merit: And Other Essays in Epistemology. Ontos.
- 2013. On Leibniz: Expanded Edition. University of Pittsburgh Press.
- 2013. Reason and Religion. ONTOS.
- 2014. Philosophical Progress, And Other Philosophical Studies. De Gruyter.
- 2014. The Pragmatic Vision: Themes in Philosophical Pragmatism. Rowman & Littlefield.
- 2014. Logical Inquiries. De Gruyter.
- 2014. The Vagaries of Value: Basic Issued in Value Theory. Transaction.
- 2014. Metaphilosophy. Lexington Books.
- 2015. A Journey through Philosophy in 101 Anecdotes. University of Pittsburgh Press.
- 2015. Ethical Considerations: Basic Issues in Moral Philosophy. Mellen Press.
- 2015. Cognitive Complications: Epistemology in Pragmatic Perspective. Lexington Books.
- 2016. Pragmatism in Philosophical Inquiry. Springer.
- 2016. Concept Audits: A Philosophical Method. Lexington Books.